# Constance Demby
Constance Mary Demby, de soltera Eggers (9 de mayo de 1939 - 19 de marzo de 2021) fue una música, pintora, escultora y productora multimedia experimental estadounidense. Su trabajo se dividió en varias categorías, incluida la música ambiental o espacial. Se la considera una pionera en la música new age fundamentalmente conocida por su álbum Novus Magnificat. Demby murió en Pasadena, California, el 19 de marzo de 2021 a la edad de 81 años

## Biografía
Demby nació en Oakland, California en mayo de 1939. Comenzó a tocar el piano clásico a los 8 años y a los 12 ya estaba realizando conciertos. Su familia se trasladó a Connecticut y Demby pasó a fundar un conjunto de jazz en la escuela secundaria, donde desarrolló sus habilidades como improvisadora, y más tarde se convirtió en un multinstrumentista, cantando y tocando el dulcémele martillado, Koto, cheng, harpeleck, tamboura, y más tarde el sintetizador y los instrumentos que ella misma se hacía a mano.

### Costa este e inicios profesionales
Demby estudió escultura y pintura en la Universidad de Míchigan, pero interrumpió esta educación formal en 1960 cuando se mudó al Greenwich Village en la ciudad de Nueva York. Continuó trabajando como música y escultora, combinando estas disciplinas con sus primeras esculturas sonoras de chapa construidas en 1966. Estaba quemando una hoja de metal mientras trabajaba en una escultura cuando notó los tonos bajos y los sonidos inusuales que producía el metal vibrante, lo que posteriormente la llevó al desarrollo de sus primeros instrumentos hechos a mano. En 1967 Demby utiliza estas esculturas en una serie de Happenings al estilo de la galería multimedia de calle Charles A Fly Can't Bird But a Bird Can Fly, propiedad de Robert Rutman. En una pieza llamada "The Thing", Rutman llevaba puesta una caja de cartón blanca y golpeaba la creación de chapa de Demby con "una piedra dentro de un calcetín". En otra pieza titulada "Space Mass", Rutman proyectaba una película sobre una pieza de chapa curva a la que Demby había soldado varias varillas de acero que tocaba como instrumento de percusión. Rutman comentó más tarde: "Pensamos que sonaría tan bien como un xilófono, pero no fue así".
Demby y Rutman se mudaron a Maine, y en 1970 cofundaron la Central Maine Power Music Company (CMPMC).  Con un número de entre 6 y 20 miembros en cualquier actuación, el grupo tenía una lista rotativa de artistas invitados entre los que cabe mencionar a la intérprete de dulcémele Dorothy Carter y al artista de video Bill Etra. La banda realizó una gira por la Costa Este, tocando en planetarios en Massachusetts, así como en el Lincoln Center, el World Trade Center y en el United Nations Sculpture Garden en la ciudad de Nueva York. El cofundador de Demby le dijo a un periodista en 1974 que la mejor manera de describir su música era llamarla "no-música".
En 1976, la CMPMC se disolvió y sus fundadores se trasladaron a Cambridge, Massachusetts. Si bien Rutman siguió su camino en la música clásica e industrial contemporánea con los instrumentos de chapa que habían creado, Demby tomó un camino más tranquilo. Estudió yoga con Sant Ajaib Singh Ji y formó el dúo de tabla y dulcémele Gandharva, que tocaba en cafés y en la calle. Hizo su debut discográfico en el álbum debut de Dorothy Carter, Troubadour. El primer álbum en solitario de Demby, Skies Above Skies, incluía oraciones devocionales con música hecha íntegramente por Demby con dulcémele, ch'eng, tambura, sintetizador, violonchelo, piano, órgano y líneas de recitación de voz de fuentes tan amplias como la Biblia o el hindi a la escritura Popol Vuh.

### California y grabaciones
Demby hizo su primera peregrinación a la India en 1979. En 1980 se mudó de vuelta a California, instalándose en el Condado de Marin, al norte de San Francisco. Fundó el sello discográfico Sound Currents para lanzar su segundo álbum Sunborne, inspirado en "The Emerald Tablets", un antiguo guion de Hermes Trismegisto.  Su álbum de dulcémele Sacred Space Music siguió al sello seminal de música ambiental Hearts of Space Records. Demby actuó en The Alaron Center en Sausalito y creó su álbum Live at Alaron y los temas de su álbum de estudio definitivo, Novus Magnificat.

### Diseño de instrumentos
Demby continuó desarrollando sus instrumentos musicales experimentales, a los que llamaba Whale Sail y Space Bass. Estos idiófonos de chapa de 10 pies de largo se tocan con un arco de bajo para crear tonos de baja resonancia. El Rancho Skywalker de George Lucas obtuvo la licencia de los sonidos del Space Bass para su uso en las bandas sonoras de sus películas, y el Discovery Channel filmó el Space Bass en el Park Güell de Gaudí en Barcelona para uno de sus especiales. El Space Bass también aparece en la banda sonora de la película IMAX, Chronos, dirigida por Ron Fricke.
La International Space Sciences Organization le encargó a Demby que creara una partitura para la película I AM, y el álbum de Demby, Spirit Trance, presenta cuatro selecciones de la película. Otra canción del álbum, "Legend", fue compuesta para la película de Alan Hauge, James Dean, una leyenda estadounidense, pero debido a complicaciones con la Fundación James Dean fue archivada.
En 2000 Demby se trasladó a España donde compuso la obra inspirada en el canto gregoriano Sanctum Sanctuorum. Tras regresar a los EE. UU., Demby realizó una gira por la costa oeste presentando conciertos y talleres de sanación, y su sello Sound Currents posteriormente lanzó Sonic Immersion, una sintonía de sanación por sonido vibratorio mediante el uso del Space Bass.

## Discografía

### Álbumes de estudio
- Skies Above Skies (CS, Sound Currents / Gandarva, 1978)
- Sunborne (CS, Sound Currents/Gandarva, 1980)
- Sacred Space Music (CS, Sound Currents/Gandarva; Hearts of Space, 1982, 1988 CD)
- Novus Magnificat: Through the Stargate (Hearts of Space, 1986)
- Set Free (Hearts of Space, 1989)
- Aeterna (Hearts of Space, 1995)
- The Beloved (Living Essence Foundation, 1998)
- The Heart Meditation  (Living Essence, 1998)
- Faces of the Christ (Sound Currents, 2000)
- Sanctum Sanctuorum (Hearts of Space, 2001)
- Spirit Trance (Hearts of Space, 2004)
- Sonic Immersion (Sound Currents, 2004)
- Ambrosial Waves – Healing Waters (Sound Currents, 2011)
- Ambrosial Waves – Tidal Pools (Sound Currents, 2011)
- Novus Magnificat: Through the Stargate: 30th Anniversary Edition (Hearts of Space, 2017)

### Álbumes en vivo
- Constance Demby at Alaron (Sound Currents, 1984)
- Attunement: Live in Concert (Sound Currents, 2000)
- Live in Tokyo (CD-DVD / Sound Currents, 2003)

### Recopilaciones
- Light of This World (CS / CD, Sound Currents, 1987)
- Polar Shift (Private Music)

### Como invitada
- Dorothy Carter Troubadour (Celeste, 1976)

## Giras
- Tokio  / Live in Tokyo
- Egipto / The Pyramids, Kings Chamber
- España / Barcelona, Sitges, Valencia, Esplugues
- Brasil / Río de Janeiro, São Paulo
- Islas Canarias /Underground Volcanic Cave performance
- Los Angeles / Laserium Cyberstudios, Sacred Music Festival
- Massachusetts / Strasbourg, Fitch & Haydn Planetariums
- NYC / Museum of Modern Art, UN Sculpture Garden, Lincoln Center for the Arts

## Premios y reseñas
- Votado - "Uno de los 10 mejores álbumes de la década" - Pulse! Revista
- Votado - "Uno de los 25 álbumes ambientales más influyentes de todos los tiempos" - New Age Voice
- Votado - "Uno de los 25 mejores álbumes de Gateway New Age" - Minorista New Age
- Votado - "Elección del editor" - Tercer premio anual de la revista Digital Audio
- Votado - "Top 50 definitivo CD New Age Library" - Revisión del CD
- Votado - "TOP 15 - Lista de álbumes electrónicos New Age"